# 閻鼎
閻 鼎（えん てい、生年不詳 - 312年）は、中国西晋時代の人物。字は台臣。天水郡（現在の甘粛省天水市）の出身。

## 生涯
幼い頃より大志を抱いていたという。
始め、東海王司馬越の参軍に任じられた。後に領豫州刺史に任じられ、許昌に駐屯した。母が亡くなると、密県において涼州から来ていた流民数千人を纏め上げ、その面倒を見るようになった。
永嘉5年（311年）6月、洛陽が漢軍の攻勢により陥落し、懐帝は捕らわれの身となった。秦王司馬鄴が禍を避けて密県に出奔して来ると、司空荀藩とその弟である司隷校尉荀組・中領軍華恒・河南尹華薈らは密県において行台（臨時政府）を立て、司馬鄴を盟主に仰いだ。閻鼎は才幹があって強大な兵を擁していたので、荀藩により冠軍将軍・豫州刺史に任じられ、太傅参軍劉蔚・中書令李恒・司徒左長史劉疇・鎮軍長史周顗・司馬李述らがその参佐となった。やがて、密県は漢の勢力圏から近かった事から、南へ移動して許潁の地に屯した。
当時、長安は漢軍の攻勢により陥落していたが、雍州刺史賈疋・馮翊太守索綝・安夷護軍麹允らが長安奪還を掲げて挙兵し、漢軍と争っていた。
10月、閻鼎は郷里である西土（関中一帯）に帰って功を立てたいと考えており、撫軍長史王毗らと議論を重ねた。司徒左長史劉疇・太傅参軍鄒捷らも「山東は霸王の地ではなく、関中に及びません」と述べ、河陰県令傅暢もまた手紙を送り、長安で再起を図り晋室を再興するよう勧めた。これにより閻鼎は西進を決断したが、荀藩・劉疇・周顗・李述らは山東出身であったので、これを望まず途中で離散してしまった。閻鼎は兵を派遣して彼らを追撃し、李恒・劉疇を殺したが、他の者は逃走した。
その後、司馬鄴を伴って宛から武関に向かったが、上洛において盗賊から襲撃を受け、数百人が殺害された。閻鼎は敗残兵をかき集めると、進軍を再開して藍田に入った。ここで晋軍の総大将である賈疋に使者を送ると、賈疋は兵を出して一行を迎え入れた。12月、司馬鄴と共に雍城に入った。
永嘉6年（312年）4月、賈疋らが長安を奪還すると、司馬鄴を雍城から長安へ奉迎した。
9月、賈疋・南陽王司馬保・衛将軍梁芬・京兆尹梁綜らと共に司馬鄴を皇太子に推戴し、社稷・宗廟を建立した。閻鼎は太子詹事に任じられ、百官を総監し、朝政を司る事となった。
12月、扶風郡太守梁綜は閻鼎が大権を握った事に不満を抱き、閻鼎と争うようになり、閻鼎は梁綜を殺害した。始平郡太守麹允・撫夷護軍索綝もまた閻鼎の功を妬み、索綝の親戚で梁綜の弟である馮翊太守梁緯・北地郡太守梁粛へ、閻鼎を除いて仇を討つ事を持ち掛けた。こうして連名で閻鼎を弾劾し、閻鼎が無君の心を有して独断で大臣を殺戮していると訴え、誅殺を請うた。また、同時に兵を繰り出して閻鼎を攻撃した。閻鼎は雍城へ逃走したが、氐の竇首に殺害され、首は長安に送られた。